# Церковна реформа Петра І

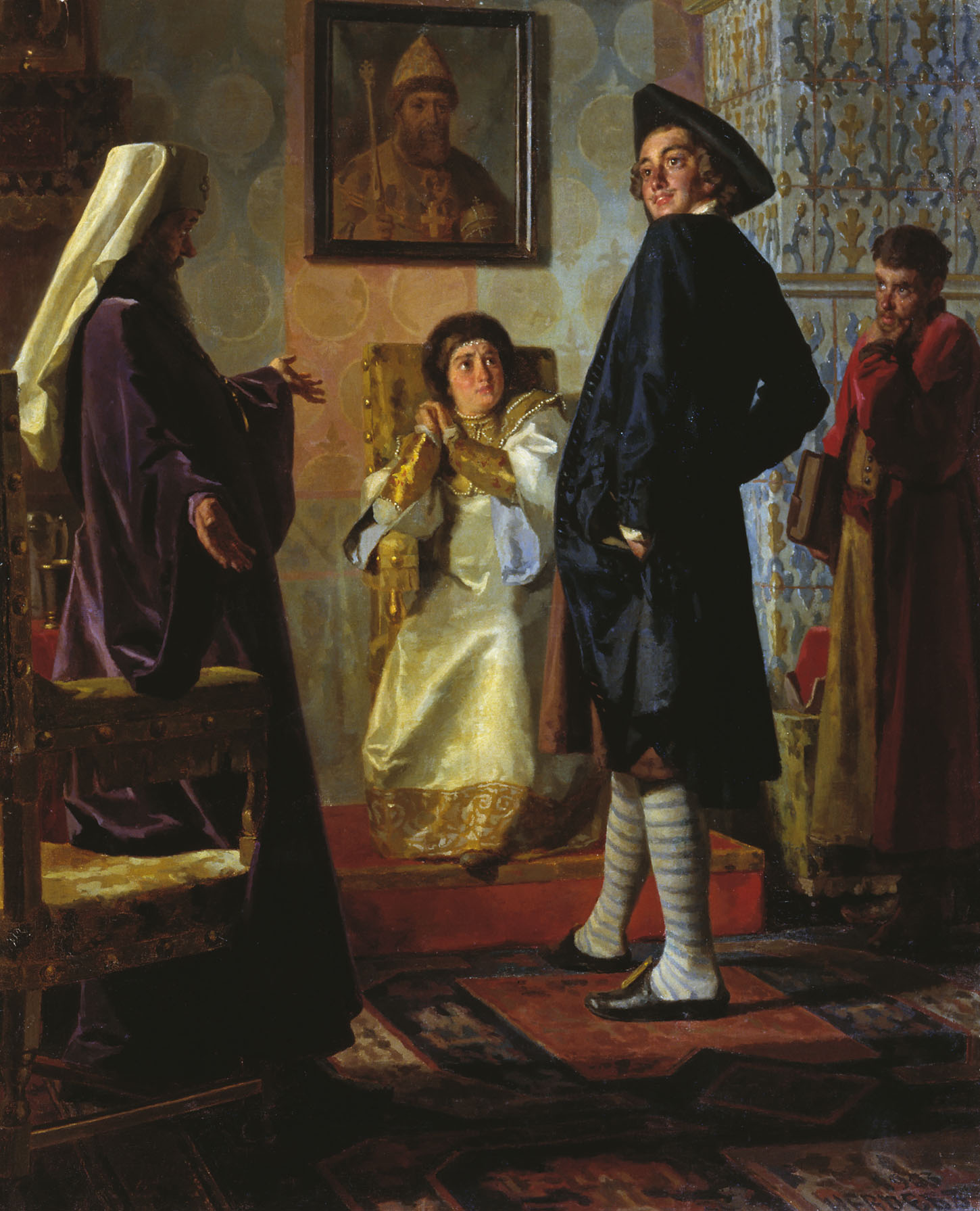
«Петро I в іноземному вбранні перед матір'ю своєю царицею Наталією, патріархом Андріаном і вчителем Зотовим» (Микола Неврев, 1903)

Церковна реформа Петра I — заходи, здійснені Петром I на початку XVIII століття, які кардинально змінили управління Православної Російської Церкви, ввівши систему, яку деякі дослідники вважають цезаропапістською. Реформа Петра І запровадила Духовну колегію у складі Синоду, та ліквідувала канонічного «першого єпископа» (патріарха) і запровадила, натомість, нагляд за церквою з боку «ока государевого» - обер-прокурора і його апарату. Главою церкви, відповідно до Духовного регламенту, став сам Петро І як «правоверия же и всякого в Церкви Святый благочиния блюститель». Офіційно потребу такої управлінської реформи у церкві мотивували тим, що за патріаршого правління церква була незалежною, а патріарх був рівним імператору (що абсолютно відповідало канонічному праву православної церкви), а імператор Петро І вважав такий стан речей «неправильним і небезпечним».

## Становище Російської церкви до реформ Петра I
До кінця XVII століття в церкві Московії накопичилася значна кількість внутрішніх проблем, пов'язаних з її становищем у суспільстві та державі, а також практично повною відсутністю системи релігійно-церковного просвітництва та освіти.
У другій половині сторіччя внаслідок проведених церковних реформ патріарха Никона, стався старообрядницький розкол: значна частина церкви — насамперед простий народ — не прийняла рішення Московських соборів 1654, 1655, 1656, 1666 і 1667 років і відкидала запропоновані ними перетворення в церкві, дотримуючись норм і традицій, що сформувалися в Московії в XVI сторіччі, коли місцева церква перебувала в розколі зі Вселенським православ'ям — до нормалізації свого статусу в 1589—1593. Все це накладало значний відбиток на суспільство того часу.
Під час правління Олексія Михайловича патріарх Никон проводив політику, що явно загрожувала московитському самодержавству, яке тільки починало своє буття. Будучи честолюбною людиною, Никон спробував зберегти той же статус і вплив у державі, який до нього мав патріарх Філарет. Ці спроби закінчилися особисто для нього повним крахом. Московитські царі, бачачи небезпеку привілейованого становища Московитської церкви, яка володіла величезними землями та мала пільги, відчували потребу у реформуванні управління церквою. Але в XVII столітті уряд не наважувався на радикальні заходи. Привілеї церкви, які вступали в конфлікт зі складним абсолютизмом, полягали у праві землеволодіння та суду над духовними особами по всіх справах. Поземельні володіння церкви були величезні, населення цих земель, в більшості випадків звільнених від сплати податків, було безкорисним для держави. Монастирські і архієрейські торгово-промислові підприємства теж не платили нічого в казну, завдяки чому могли дешевше продавати свої товари, підриваючи тим самим купецтво. Крім того, за Петра I Московія майже безупинно воювала та пошук коштів для цього не міг не призвести до ідеї про хоча б часткового вилучення власності у церкви.
Ще цар Олексій Михайлович, незважаючи на свою відданість церкві, прийшов до висновку про необхідність поставити межу домаганням духовенства. При ньому був припинений подальший перехід землі у власність духовенства, і визнані тяглими землі, які опинились в руках духовенства, були повернуті назад у тягло.
За Соборного уложення 1649 року, суд над духовенством по усіх цивільних справах був переданий в руки нової установи — Монастирського наказу. Монастирський наказ був головним значущим предметом подальшого конфлікту між царем Олексієм Михайловичем і патріархом Никоном, який в даному випадку висловлював інтереси всієї корпорації вищого духовенства. Протест був такий сильний, що цар повинен був поступитися і погодитися з отцями Собору в 1667, щоб суд над духовними особами за цивільним і навіть кримінальних справах був повернутий у руки духівництва. Після собору 1675 Монастирський приказ скасований.
Важливим фактором церковного життя наприкінці XVII століття було привласнення в 1688 Київської митрополії Константинопольського патріархату та її проголошення частиною канонічної території РПЦ. У московитський єпископат увійшли деякі по-західному освічені малоросійські православні представники духовенства, частина яких зіграла ключову роль у церковних перетвореннях Петра I (Феофан Прокопович, Стефан (Яворський)).

## Загальний характер і передумови
Петро I бачив глухе, а часом і явне невдоволення духовенства тими перетвореннями, які були розпочаті для модернізації Росії, бо вони руйнували старий московський лад і звичаї, якими ті були так прихильні. Петро, який займався створенням абсолютистської держави за західно-європейським зразком, не допускав самостійності Церкви і не любив духовенство в масі якого знаходив найбільше число противників того, що йому самому найбільше було близьким.
Ще за життя Патріарха Адріана Петро, ще зовсім молода людина, яка вела досить далеке від церковних канонів  життя, висловлював главі руського духовенства свої побажання щодо впорядкування духовного чину. Однак патріарх цурався нововведень, які проникали в дію державного і суспільного життя Росії. З плином часу невдоволення Петра російським духовенством посилювалося, так що він навіть звик більшу частину своїх невдач і труднощів у внутрішніх справах приписувати таємній, але наполегливій протидії духовенства. Коли в поданні Петра всі противники і вороги його реформам і задумам втілилося в особі духовенства, він вирішив знешкодити цю протидію, на це були спрямовані всі його реформи, що відносяться до впорядкуванню Російської Церкви. Як то:
1. Усунення можливості вирости російському папі— «другого государю, самодержцю равносильному або більшому», яким міг стати, а в особі патріарха Філарета і Никона до певної міри ставав, московський патріарх;
2. Підпорядкування церкви монарху. Духовенство Петро сприймав як «не є інша держава», якому «нарівні з іншими станами», має підпорядковуватися загальним державним законам.

Подорожі Петра по протестантським країнам Європи ще більше посилили його погляди на відношення держави і церкви. З увагою Петро слухав поради Вільгельма Оранського в 1698 році, під час неофіційних зустрічей, влаштувати Церкву в Росії на манер англіканської, оголосивши себе її Головою.
У 1707 році був позбавлений кафедри і засланий в Кирило-Білозерський монастир митрополит Нижегородський Ісая, різко протестував проти дій Монастирського наказу у своїй єпархії.
Надзвичайно болючим для деяких з вищого духовенства була справа Цесаревича Олексія, з яким багато духовних осіб пов'язували надії на відновлення колишніх звичаїв. Втікши в 1716 за кордон, Царевич підтримував зносини з митрополитом Крутицьким Ігнатієм (Смолою), митрополитом Київським Іоасафом (Краківським), єпископом Ростовським Досифеєм та ін. Під час вчиненого Петром розшуку головною причиною зради Петро сам назвав «бесіди з попами і чернецами». За результатами слідства на духовних осіб, звинувачених у зв'язках з Царевичем, обрушилися кари: єпископ Досифей був позбавлений сану і страчений, як і духівник Царевича протопоп Яків Ігнатьєв і близький до першої дружини Петра, Цариці Євдокії, ключар собору в Суздалі Феодор Пустельний; митрополит Іоасаф був позбавлений кафедри, а викликаний на допит, помер по дорозі з Києва.
Прагнення московського духовенства зберегти юрисдикційний імунітет Петро кваліфікував як «папежский дух».
Примітно, що весь час підготовки реформування церковного управління Петро перебував в інтенсивних зносини зі східними патріархами — насамперед Єрусалимським Патріархом Досифеєм — по різним питанням як духовного, так і політичного характеру. А до Вселенського Патріарха Косми звертався в тому числі і з приватними духовними проханнями, як то надати йому дозвіл на «мясоястие» під час усіх постів; його Грамота Патріарха від 4 липня 1715 року прохання обґрунтовує тим, що, як свідчить документ, «стражду феброю і скорбутиною, які болѣзни мнѣ трапляються більше од всякихъ суровыхъ яствъ, а особливо понеже принужденъ бути невпинно для оборони святої церкви і держави і подданныхъ моихъ въ воинскихъ трудныхъ і отдаленныхъ походахъ <…>». Другою ж грамотою від того ж дня просить у патріарха Косми дозвіл на мясоїдство у всі пости всьому російському війську під час військових походів, «понеже православні наші війська <…> бываютъ въ тяжкихъ і дальнихъ походахъ і отдаленныхъ і неудобныхъ і пустынныхъ мѣстахъ, идеже мало, а іноді і нічого не обрѣтается никакихъ рыбъ, нижче иныхъ какихъ постныхъ яствъ, а за часту і самого хлѣба». Безсумнівно, що Петру було зручніше вирішувати питання духовного характеру з східними патріархами, які перебували в значній мірі на утриманні московського уряду (а патріарх Досифей де-факто був протягом кількох десятиліть політичним агентом і інформатором російського уряду про все, що відбувалося в Константинополі), ніж зі своїм, іноді перекірливим, духовенством.
Причина церковного реформування полягала у тому, що по-перше: Московська церква, як частина давньої Київської митрополії, у 1589 році документально підтвердженої автокефалії від Вселенського патріарха так і не отримала. Митрополит Московський отримав право титулуватися «патріархом» і бути обраним у Московії, але мусив за богослужінням поминати Вселенського патріарха «яко першого і свого главу», що є ознакою канонічної залежності. По друге: підпорядкування руської (української) частини Київської митрополії у 1686 році теж не мало канонічної санкції Вселенського патріарха. З огляду на політичні і військові причини (боротьбу християнських держав з імперією Османів) у Москві отримали право за потреби обирати і поставляти Київського митрополита самостійно, але так само у Київській митрополії мали поминати Вселенського патріарха за богослужінням першим.
Тому ліквідація патріаршества і поглинення церкви імперією диктувалися страхом Петра І, що з'явиться ще один гетьман «Мазепа», князівського походження але щасливіший у військовому сенсі за Івана Степановича й за сприяння очільника незалежної Київської митрополії отримає законні монарші повноваження та поверне Україні її допереяславський статус.